# Сражение при Буши-Ран
Сражение при Буши-Ран (англ. Battle of Bushy Run) — вооружённое столкновение между индейскими воинами и солдатами британской армии, произошедшее 5—6 августа 1763 года во время Восстания Понтиака на территории современного округа Уэстморленд. 
Хотя британцы понесли серьёзные потери, они смогли одержать победу и освободить гарнизон форта Питт. Успех Буке стал значительным поворотным моментом в восстании. Сражение не уничтожило способность индейцев вести войну против британцев, однако оно подорвало их боевую мощь настолько, что заставило их отказаться от дальнейшей осады форта.

## Предыстория
Главнокомандующий британскими войсками в Северной Америке Джеффри Амхерст приказал полковнику Анри Буке снять осаду с форта Питт и переслать часть солдат 42-го и 77-го полков в форт Преск-Иль для поддержки ожидавшего наступления Генри Гладуина. Сам Буке должен был остаться в форте Питт и действовать согласно обстановке в регионе. К тому времени, как приказ был доставлен, Буке уже знал о потере Преск-Иля, Ле-Бёфа и Венанго, что вызвало сомнения относительно отправки его людей. Прибыв в город Карлайл в начале июля 1763 года полковник сообщил Амхерсту, что желательно дождаться подмоги от властей провинций, прежде чем отправляться к форту Питт, так как окрестные леса наводнили враждебные делавары и шауни.
7 июля 1763 года главнокомандующий ответил Буке, что потеря форта Преск-Иль не означает изменения приказа, хотя действия индейцев и вызывают у него большую озабоченность. Амхерст также указал, что полковнику следует придерживаться первоначальных инструкций и отправить значительное число солдат в форт Преск-Иль, чтобы противостоять любому количеству индейских воинов, и добавил, что Буке должен сделать всё возможное имеющимися в его распоряжении силами. В приписке на внутренней стороне конверта он сделал предложение, возможно, возникшее благодаря рапорту коменданта Симеона Экюйе об оспе среди гарнизона форта Питт — «нельзя ли было придумать, как наслать оспу на эти нелояльные племена?» На что Буке ответил с осторожностью, что попытается передать им несколько заражённых одеял. Не дождавшись помощи от колониальных властей полковник направился к форту Питт и 19 июля достиг форта Лаудон, а 25-го — форта Бедфорд.

## Сражение

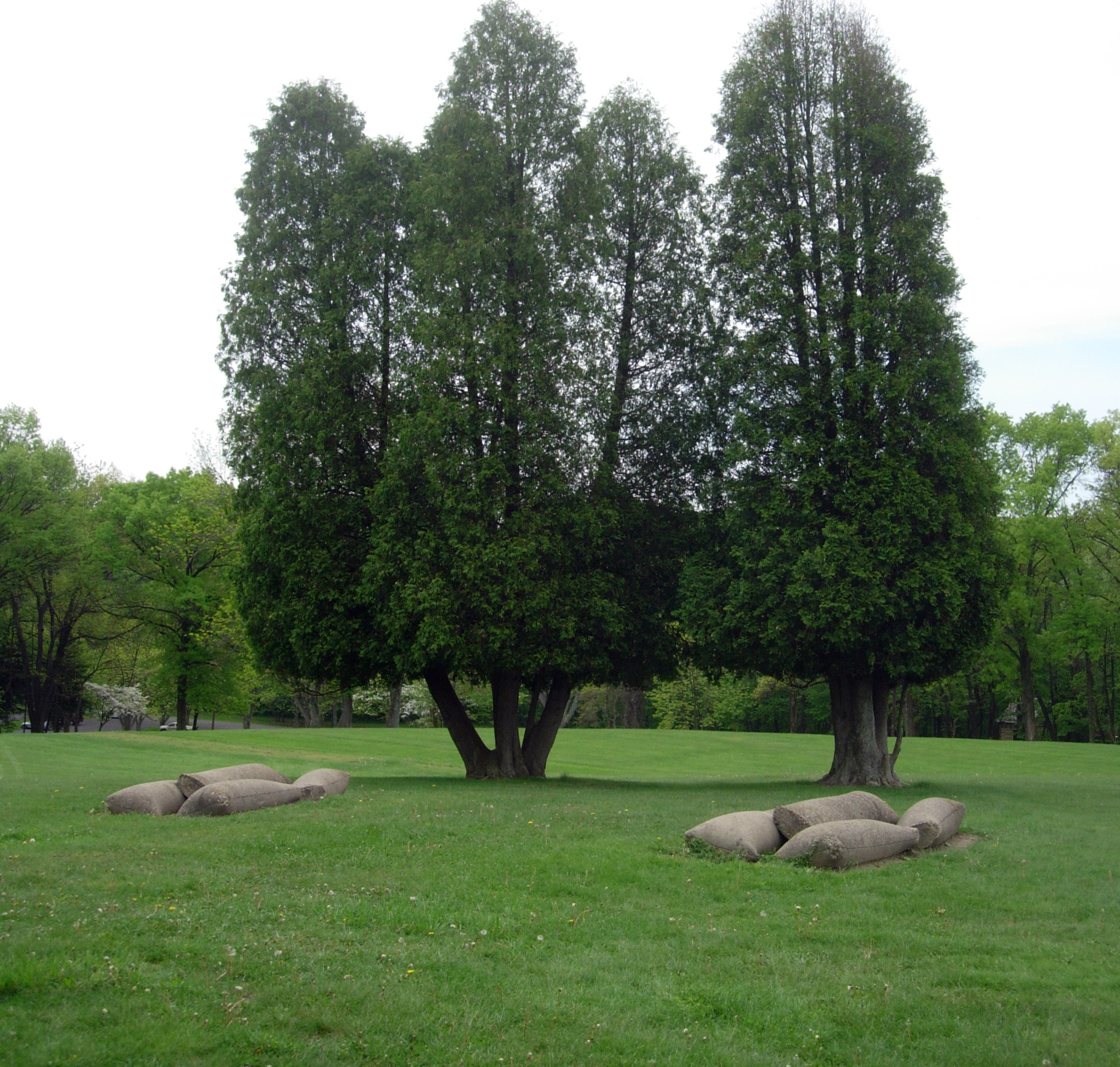
Бетонные мешки у памятника битве при Буши-Ран на Эдж-Хилл

1 августа 1763 года армия Буке добралась до форта Лигоньер, последнего перед фортом Питт. Командующий фортом лейтенант Блейн не смог предоставить каких-либо данных об индейцах или о положении дел в форте Питт, поскольку все посланные туда солдаты либо были убиты, либо были вынуждены вернуться. Полковник решил оставить повозки и большинство припасов в форте, отправившись всего с 340 лошадьми, гружёнными мукой и порохом.
4 августа британское войско выступило из форта Лигоньер, стремясь достичь ручья Буши-Ран, который находился примерно в 40 км от форта Питт. Там полковник планировал сделать привал перед тем, как продолжить марш к форту. Всё шло согласно плану Буке до часа следующего дня, когда после семнадцатимильного перехода индейцы внезапно атаковали британский авангард. Две роты лёгкой пехоты вынудили отступить нападавших и стали преследовать их. Несмотря на вынужденный отход, индейцы продолжили атаковать солдат, пока полностью не окружили британцев. Все силы делаваров, шауни, минго и вайандотов Сандаски — около 400 человек — вступили в бой под предводительством Кикьюскунга и Волка, вслед за их уходом из форта Питт. Движение к тылам британцев вынудило Буке отойти для защиты конвоя. С наступлением ночи полковник сформировал круговой лагерь на небольшой возвышенности, мешки с мукой были сложены для защиты раненых. Потери Буке составили 60 человек убитыми и ранеными. 
Ранним утром следующего дня индейцы возобновили атаки. Лидеры индейцев понимали, что победа в этом бою может быть ключевой для исхода всей войны с британцами. В этот момент Буке решил прибегнуть к уловке. Проблема была в его неспособности выманить индейцев на открытое пространство, чтобы регулярные войска смогли нанести решающий удар в ближнем бою. Полковник приказал самым опытным частям отойти в центр, пока две роты пехоты выдвинулись в обход тыла армии, скрываясь за деревьями и холмами, чтобы ударить по правому флангу неприятеля. Вид отступающих солдат в центре заставил индейцев с яростью атаковать британцев.
Когда основные силы индейцев ворвались в лагерь, солдаты внезапно развернулись и открыли огонь с близкого расстояния. Резкая смена британцами тактики оказалась слишком неожиданной для нападавших, которым теперь пришлось отступать мимо пехоты, подставляясь под смертельный огонь с флангов. Через несколько минут сражение было окончено. Похоронив убитых на вершине холма, возле которого авангард подвёргся первой атаке, солдаты уложили раненых на носилки и направились к форту Питт. Большая часть муки и других припасов была уничтожена, так как из-за потери лошадей её невозможно было перевезти. Позже, той же ночью индейцы обстреляли экспедицию, но были быстро оттеснены, и Буке прибыл в форт без дальнейших стычек. 11 августа полковник написал официальные письма, информирующие генерала Амхерста и губернатора Пенсильвании Джеймса Гамильтона о его прибытии в форт Питт.

## Последствия
Сражение было равным, несмотря на численное превосходство британцев. Вождь делаваров Киллбак впоследствии утверждал, что со стороны индейцев в бою участвовало не более 110 человек, из которых всего пятеро были убиты. Возможно он говорил только о потерях делаваров, а не всех союзных индейцев, но позднее похожие цифры были получены от усыновлённых белых, сражавшихся за индейцев при Буши-Ран. По оценкам Буке, численность индейских воинов была примерно равна его собственной армии.
Сражение стоило жизни 50 британским солдатам, в том числе 29 из 42-го полка горцев, 7 из 60-го Королевского американского полка, 6 из 77-го полка горцев и восьми гражданских лиц и добровольцев. Если бы тактика Буке не сработала, то ему почти наверняка пришлось бы бросить конвой и раненых, чтобы бежать в форт Лигоньер, и форт Питт оставался бы в осаде. Лидеры индейцев, Волк и Кикьюскунг, проявили большое тактическое мастерство, а их воины сражались храбро и решительно. После окончания сражения большинство делаваров и их союзников отступили на запад, к реке Таскаровас. Если бы форт пал и гарнизон сдался, это обеспечило бы индейцев значительным количеством припасов, особенно пороха и свинца, что позволило бы им продолжать войну в течение более длительного периода. Кроме того, падение самого важного из всех британских фортов дало бы им психологический и духовный импульс.
Во время сражения британское войско  продемонстрировало организацию эффективной обороны, что указывало на хорошую командную организационную структуру и предшествующую штабную работу. Анри Буке получил официальное благодарственное письмо от короля Великобритании за успех его кампании и спасение форта Питт. Губернатор Гамильтон также написал ему письмо, в котором поблагодарил за «победу и триумф над индейцами». Несмотря на неудачу индейцев в попытке остановить британцев, сражение всё же оказалось пирровой победой для войска Буке, поскольку полковник не смог выполнить поставленную Амхерстом задачу — послать людей к форту Преск-Иль. Вину за это он возложил на колониальные власти, в действительности, неудача произошла благодаря упорному сопротивлению индейцев.

### Статьи
- Shepherd, William John. Hallowed Ground Bushy Run Battlefield, Pennsylvania (англ.) // Military History. — Vienna, VA: Historynet LLC, 2017. — Vol. 34, iss. 2. — P. 76—77. — ISSN 0889-7328.
- Stuart, Kenneth P. The Fighting Royal Americans (англ.) // Military History. — Vienna, VA: Historynet LLC, 2004. — Vol. 21, iss. 1. — P. 26—32. — ISSN 0889-7328.